# Cumberland Falls (Meteorit)
Koordinaten: 36° 50′ 0″ N, 84° 21′ 0″ W
Der Meteorit Cumberland Falls ist ein Aubrit (d. h. Enstatit-reicher Achondrit), der am 9. April 1919 südwestlich der Cumberland Falls (Cumberland Falls State Resort Park) im US-Bundesstaat Kentucky fiel. Seine Gesamtmasse beträgt 17 kg.

## Fall
Am 9. April 1919 wurde von Zeugen ein Feuerball und Detonationen wahrgenommen, worauf mehrere Steine zu Boden fielen – das größte Stück (~14 kg) zerbrach in Fragmente. Cumberland Falls ist einer von nur ca. 10 bezeugten Aubrit-Fällen (Stand 9. Februar 2024).

## Mineralogie
Cumberland Falls ist ein differenzierter Meteorit, die (wie für Aubriten typisch) aus einer extrem reduzierten mineralogischen Assemblage besteht. Das Material wird von dem eisenarmen Pyroxen Enstatit dominiert (ca. 94 Volumenprozent). Weiter gibt es als Nebenmineralen u. a. Daubréelith, Oldhamit und Schreibersit – Mineralien, die in terrestrischen Gesteinen selten oder gar nicht vorkommen – sowie einen kleinen und sehr ungewöhnlichen exotischen Chondriteneinschluss, der die mineralogische Vielfalt des Meteoriten weiter vergrößert.

## Herkunft
Die Sauerstoff-Isotopenverhältnissse der Aubriten und der verwandten Enstatit-Chondriten sind denen irdischer Gesteine sehr ähnlich.
Es wurde daher vermutet, dass die Enstatit-reichen Meteoriten zunächst relativ nahe an der Sonne entstanden sind (im Vergleich zum Asteroidengürtel). Erst durch Jupiter (in einer frühen, noch nicht stabilen Umlaufbahn) könnten sie dann in den Asteroidengürtel gelangt sein, wo Kollisionen und die Gravitation bei Nahbegegnungen mit anderen Objekten einen kleinen Teil dieser Körper zu Erdbahnkreuzern gemacht hat. Schließlich könnte ein noch kleinerer Teil die Erde oder ihre Nachbarn von ihnen zurück zur Erde und ihren Nachbarn (Erdmond, Venus, Mars) getroffen haben. Auch wenn diese Hypothese sehr attraktiv scheinen mag, eine Bestätigung oder Widerlegung dürfte noch in großer Ferne zu liegen.